# Ptochophyle mayeri
Ptochophyle mayeri är en fjärilsart som beskrevs av Louis Beethoven Prout 1938. Ptochophyle mayeri ingår i släktet Ptochophyle och familjen mätare. Inga underarter finns listade.